# Крым (учения, 1976)
«Крым-76» — военно-морские стратегические учения ВМФ СССР, проходившие с 3 по 12 июня 1976 года в акватории Средиземного моря.

## Политические события, предшествовавшие учениям

### Гражданская война вЛиване
В 1976 году военно-политическая обстановка на Средиземном море резко обострилась. Междоусобица в Ливане привела к жестокой гражданской войне. С мая 1976 года становилось все очевиднее советское недовольство сирийским вмешательством в Ливане. 31 мая 1976 года, находясь в Багдаде с визитом, советский премьер-министр А. Н. Косыгин отметил, что решение Ливанского кризиса — дело рук самих ливанцев. В ночь с 31 мая на 1 июня в Ливан были введены сирийские войска — танковая дивизия и бригада. 1 июня А. Н. Косыгин прибыл в Дамаск, и там Хафез Асад поставил его перед свершившимся фактом.

### Денонсирование Договора о дружбе между СССР и Египтом
В марте 1976 года президент АРЕ Анвар Саддат в одностороннем порядке денонсировал Договор о дружбе и военном сотрудничестве между СССР и Египтом. Кораблям, судам и оставшимся советским специалистам было предложено срочно покинуть Египет. В течение месяца материальные средства из портов Александрия и Мерса-Матрух были частично погружены на суда и корабли и отправлены в Севастополь, остальное имущество, запасы и вспомогательные суда были перебазированы в Сирию (порт Тартус). Эскадра ВМФ СССР лишилась удобного пункта манёвренного базирования в Мерса-Матрухе, а затем и в Александрии, что значительно усложнило условия несения боевой службы в Средиземном море.

### Участие флота США
2 апреля 1976 года поверенный в делах СССР в США обратился в государственный департамент США за разъяснениями в связи с появившимися сообщениями о том, что корабли американского флота направляются к берегам Ливана.
15 апреля 1976 года агентство Ассошиэйтед Пресс сообщило, что Советский Союз послал четыре военных корабля, несколько субмарин, разведывательное судно и много вспомогательных судов в район, расположенный приблизительно на 400 миль от Ливана. Согласно заявлению представителя Пентагона в это время у берегов Ливана находились 10 кораблей американских ВМС. В дополнение к вертолётоносцу «Guadalcanal» LPH-7, 4 эсминцам и нескольким судам-амфибиям с 1700 морскими пехотинцами на борту к Ливану направлен авианосец «Saratoga» CV-60, несущий около 90 боевых самолётов, и корабли сопровождения.
29 апреля 1976 года американский ракетный эсминец «Mahan» DDG-42 прибыл с четырёхдневным визитом в израильский порт Хайфа. Это был первый за 12 лет заход американского военного корабля в порт Израиля. В арабских странах связывают заход эсминца с попыткой оказать давление на ход событий в Ливане.

### Принятие решения о проведении учений
Вопреки ожиданиям США о сворачивании советскими кораблями боевой службы в сложившихся условиях, руководство СССР делать этого не собиралось. Был заключён договор с Сирией о манёвренном базировании советских кораблей в Тартусе. Достигнуты договорённости о ремонте кораблей в Югославии, Алжире и Тунисе.
Чтобы продемонстрировать эту решимость, главком ВМФ СССР Горшков С. Г. решил провести масштабные учения в Средиземном море под своим личным руководством, под условным наименованием «Крым-76», прибыв лично на место учений.
Для участия в учении в конце мая и первых числах июня 12 советских военных кораблей (ПКР «Ленинград», крейсер, 4 эсминца, 4 МПК и МРК, судно снабжения и танкер) выйдя из баз Чёрного моря, прошли турецкие проливы и присоединились к Средиземноморской эскадре, доведя общее число развёрнутых там судов флота до 70, из них как минимум половина была вспомогательными, обслуживающими деятельность эскадры.

## Проведение учений «Крым-76»
Целями и задачами учений ставилось: Поиск и уничтожение авианосных ударных групп (АУГ) вероятного противника. Поиск и уничтожение атомных подводных лодок (АПЛ). Срыв перевозок на коммуникациях в Средиземном море. Практически на учениях отрабатывались все задачи, поставленные перед эскадрой. В учениях принимали участие разнородные силы: надводные корабли, подводные лодки, в том числе и атомные многоцелевые и авиация. Причём при одновременном их выполнении.
Командование учений. 6 июня 1976 года на БПК «Очаков» (командир капитан 2-го ранга В. Л. Шепелев) на Средиземное море прибыл Главнокомандующий ВМФ С. Г. Горшков. Его сопровождала группа адмиралов, генералов и офицеров Генерального штаба ВМФ СССР: адмирал В. М. Гришанов, адмирал Н. Н. Амелько, адмирал В. Г. Новиков, генерал-полковник А. А. Мироненко — командующий авиацией ВМФ, генерал-лейтенант В. М. Безбоков — заместитель главкома дальней авиации, член ВС КЧФ контр-адмирал П. Н. Медведев

### Ход учений
Учения проводились по фактическим силам вероятного противника. Созданные оперативные соединения начали слежение за АУГ 6-го флота США, находящимися в восточной части Средиземного моря. С дискретностью в один час на командные пункты дивизии морской ракетоносной авиации КЧФ и командный пункт корпуса дальней авиации пошли данные о местонахождении АУГ. В назначенное время «Ч» ракетная группировка эскадры — РКР «Адмирал Головко», МРК «Гроза», «Зарница» и ПЛАРК «К-481», «К-458», «К-318» нанесли условный ракетный удар по АУГ. В это же время морская ракетоносная авиация ЧФ, с учётом времени «Ч», совершила вылет и произвела фактические пуски ракет на полигоне в Каспийском море.
12 июня 1976 года палестинцы обратились с просьбой к СССР о прямом вмешательстве к конфликт в Ливане. Отрицательный ответ из Москвы, озвученный 19 июня радиостанцией палестинцев и Бейрутским радио, их разочаровал. Более того Советский Союз не желал поставлять им и оружие, и свою помощь решил ограничить поставками продовольствия и медикаментов.
С 12 по 17 июня 1976 года под прикрытием учений «Крым-76» противолодочные силы эскадры проводили операцию «Прибой» по поиску, слежению и условному уничтожению ПЛАРБ, что явилось полной неожиданностью для командования 6-го флота США. Операцией руководил заместитель главкома ВМФ, начальник противолодочных сил ВМФ адмирал Амелько. Командовал противолодочными силами командир 5-й эскадры контр-адмирал Акимов с флагманского крейсера эскадры «Жданов». Поисковые силы были развернуты следующим образом:
1. В Ионическом море КПУГ-1 (корабельная поисковая ударная группа) командир 21-й бригады противолодочных кораблей к-2р. Калабин Владимир Иванович, в составе — ПКР «Ленинград», БПК «Красный Крым», БПК «Смелый» и 7 подводных лодок;
2. В Тирренском море КПУГ-2 — БПК «Керчь», БКП «Вице-адмирал Дрозд», БКП «Адмирал Макаров» и 2 подводные лодки;
3. В Сардинском море КПУГ-3 — СКР «Свирепый», «Сильный», БПК «Смышленый» и 3 подводные лодки (Б-109);
4. На Тунисском рубеже КПУГ-4 — СКР «Ворон», «Куница», МТЩ «Рулевой», МТЩ «Зенитчик»;
5. На Сардинском рубеже КПУГ-5 командир к-3р. Пляшев — «МПК-43», «Изумруд», «Рубин» и «Аметист»;
6. В море Альборан — ЭОС «Василий Головачев», «Память Меркурия» и 4 подводных лодки;
7. В районе ВМБ США Холи-Лох (Шотландия), Рота (Испания), Ла-Маддалена (Италия) — АПЛ (К-462), 1 фл. КСФ), разведывательный корабль «Лоцман» и др.[3][11]

Поисковая операция прошла весьма успешно, в ходе неё подводными лодками, вертолётами и кораблями было осуществлено 8 обнаружений иностранных АПЛ. Максимального времени поддержания контакта с ПЛАРБ «Камехамехи» достигла КПУГ-1 — 17 часов 46 минут, в том числе 4-я вертолётная эскадрилья (командир майор В. А. Филин) — 9 часов 58 минут, КПУГ-5 — 9 часов 08 минут.
Учения проводились по фактическим силам вероятного противника. Созданные оперативные соединения начали слежение за АУГ 6-го флота США, находящимися в восточной части Средиземного моря.
В это же время под прикрытием учений «Крым-76» противолодочные силы эскадры проводили операцию «Прибой» по поиску, слежению и условному уничтожению АПЛ с баллистическими ракетами, что являлось полной неожиданностью для командования 6-го флота США. Операцией руководил заместитель главкома ВМФ СССР, начальник противолодочных сил ВМФ, адмирал Амелько (там же находился первый заместитель контр-адмирал Скворцов). Противолодочными силами командовал командир 5-й средиземноморской эскадры контр-адмирал А. Акимов, управление осуществлялось с флагманского корабля эскадры КРУ «Жданов» (первоначально штаб эскадры находился на плавбазе Северного флота «Магомет Гаджиев»). На командном пункте эскадре на КРУ «Жданов» развернулись все посты боевого управления, подчинив свою работу обеспечения решения главной задачи — поисковой операции за АПЛ.
С 13 по 17 июля флагманский корабль эскадры крейсер «Жданов» совершил деловой заход в порт Тартус (Сирия). Однако в порт не заходил, а оставался на рейде острова Руад. Там же сменил бортовой номер 855 на 845.
Этот этап учений был выполнен успешно. На разборе результатов поисковой операции заместитель главкома адмирал Амелько дал положительную оценку действиям командования, штаба эскадры, командирам корабельно-поисковым ударным группам (КПУГ) и командирам подводных лодок при действиях на поисковой операции «Прибой». За период поисковой операции подводными лодками, вертолётами и кораблями осуществлено 8 обнаружений иностранных подводных лодок.
В масштабных советских командно-штабных учениях «Крым-76», проводимых в акваториях Средиземного и Черного морей, участвовало 35 вспомогательных кораблей и судов Черноморского флота.
В этот период активность флотов западных стран была так же высокой. В течение 6 и 7 июня 1976 года в печати появились сообщения о направлении к побережью Ливана наряду с кораблями 6-го американского флота кораблей английских ВМС. А 13 июня 1976 года британский ракетный крейсер «Devonshire» прибыл в израильский порт Хайфа с трехдневным визитом.
Проведя разбор учения, главком на БПК «Очаков» убыл в Севастополь. По завершении учений численность советских кораблей находящихся в Средиземном море сократилась. К местам базирования отправились суда, давно находящиеся на БС. В Севастополь из состава эскадры убыли крейсер «Дзержинский», БПК «Решительный» и ЭМ «Бравый». В Североморск отправились БПК «Смышленый» (бортовой № 291) и «Вице-адмирал Дрозд», находившиеся на БС с 2 января. И ряд других кораблей, включая АПЛ («К-462» и др.).
Об учениях «Крым-76» подробно рассказано на Форуме, странице «Боевые службы» — «Боевая служба 1976 года».
Учения начались по сигналу «Накал». Начались учения в составе кораблей 5-й Средиземноморской эскадры. В учениях участвовали 36 боевых кораблей и подводных лодок с Черноморского, Балтийского и Северного флотов (в том числе 4 крейсера, 4 БПК 1 ранга, 4 атомные подводные лодки).
Из воспоминаний начальника политотдела 5-й эскадры контр-адмирала Дубягина П. Р. (из книги «На Средиземноморской эскадре, 2006 год»): «Средиземное море, воскресенье, 6 июня 1976 года, в 20.43 приняли на борт вертолет КА-25 с БПК „Очаков“, на корабль прибыли адмирал-инженер Новиков, контр-адмирал Ушаков А. П., контр адмирал Дубягин П. Р.»
Из воспоминаний капитана 1 ранга Кузьмичева В. Е., на БС-76 командир БЧ-1 МРК «Зарница»: «С 2 июня 1976 года КУГ (корабельно-ударная группа): МРК „Гроза“ командир капитан-лейтенант М. Д. Гечухин, МРК „Зарница“ командир капитан 3 ранга А. Н. Парыгин, „ПРТБ-13“ командир кап. 2 ранга Макеров, командир КУГ капитан 2 ранга Д. Г. Пруцков — вышли на боевую службу. Эта БС существенно отличалась от других.»

### Итоги учений
15 июня 1976 года учения «Крым-76» закончились, продолжались они 10 дней. Из-за погодных условий итоговое совещание прошло на БПК «Очаков». Вел совещание главком ВМФ СССР адмирал Флота Советского Союза С. Г. Горшков.
Главком открыл совещание вступительным словом, обозначив две практические задачи. Первая: произвести разбор выполненных упражнений по ходу учения «Крым-76» и вторая — обсудить условия несения боевой службы после расторжения договора с Египтом. Обсуждались два вопроса одновременно. С докладами выступили командир эскадры контр-адмирал Акимов, начальник политотдела эскадры контр-адмирал Дубягин, командир 161-й бригады подводных лодок капитан 1 ранга Мальков, командир 120-й бригады ракетных кораблей капитан 1 ранга Дымов и другие.
Главком внимательно выслушал все доклады, не перебивая выступавших. Отметил, что 5-я Средиземноморская эскадра особая, здесь несут боевую службу корабли трех флотов и задача так организовать боевую подготовку, чтобы у всех командиров соединений и кораблей было выработано единое оперативно-тактическое мышление.
Проведя разбор учения, главком на БПК «Очаков» убыл в Севастополь.
В целом, по оценкам специалистов, учения «Крым-76» в Средиземном море прошли успешно.
Воспоминания гидроакустика АПЛ «К-462» М. И. Трепашкина:
```
Тот дальний поход был очень насыщен событиями - прибытие из Западной Лицы через несколько противолодочный рубежей к берегам Шотландии и дежурство у ВМБ США «Холи-лох», высадка группы разведчиков-нелегалов в Бискайском заливе, заход в базу АПЛ США в испанской Роте, а потом под килем гражданского судна переход из Атлантического океана в Средиземное море, где держали в поле зрения не только базу ВМФ США «Ла-Маддалена», но и Гибралтар (на случай боевых действий они были объектами для поражения военных кораблей). «Меня удивила великолепная гидроакустическая видимость Средиземного моря, совершенно противоположная той, в которой мы отрабатывали задачи в Баренцовом море. Здесь на пульте видны все цели по всему морю». 
```

Офицер-подводник, писатель маринист Н. А. Черкашин, находившийся с января 1976 г. в составе экипажа «Б-409» (к-3р. Неверов) на БС в Средиземном море вспоминал:
```
…17 июля пришла шифрограмма, которая вызвала всеобщее ликование. Нам велено встать на якорную стоянку в 55-й точке. … В 55-й точке стоят наши: эсминец «Пламенный» (он же в обиходе «Племенной») и два средних десантных корабля. … От десантников пошли на эсминец, в гости к командиру. Эсминец тоже черноморский - старый, выведенный из консервации по причине обострения международной обстановки. Неделю назад он конвоировал до Александрии теплоход «Украина» с интуристами на борту. Теплоход этот, пытаясь захватить заложников, обстреляли два палестинских катера под ливанским флагом.
```

### Силы и средства
В учении участвовали все штабы и основные силы Черноморского флота и Средиземноморской эскадры. Действия объединений и соединений обозначали:
- 25 подводных лодок (в том числе три атомные)
- 78 надводных кораблей
- 35 вспомогательных судов
- 8 полков авиации флота(72 самолёта и 28 вертолётов)
- Более 20 частей боевого и тылового обеспечения
- Оперативные группы отдельной армии ПВО и дивизии ПВО (22 самолёта)
- Штаб дальней авиации
- Штаб отдельного тяжелого бомбардировочного авиационного корпуса ДА
- Штаб армейского корпуса
- Штаб мотострелковой дивизии.

Всего в учении приняли участие до 20 тысяч человек. Фактически отмобилизовывались 27 кораблей и частей, в том числе БМП полка морской пехоты. На учении отрабатывались вопросы ведения боевых действий по уничтожению ударных группировок противника в Средиземном и Чёрном морях самостоятельно и во взаимодействии с дальней авиацией с применением различных средств поражения, блокада проливной зоны, завоевания господства в Чёрном море, высадка оперативного воздушно-морского десанта и нарушение морских коммуникаций противника.

### Корабли
- БПК «Очаков» (командир капитан 2 ранга В. Л. Шепелев) под флагом ГК ВМФ адмирала флота Советского Союза Горшкова С. Г.
- БПК «Красный Крым»
- БПК «Смелый»
- БПК «Решительный»
- СКР «Деятельный»
- Эсминец «Смышленый»
- Эсминец «Сознательный»
- Эсминец «Бравый»
- МРК «Гроза» (командир капитан-лейтенант Гечухин М. Д.)
- МРК «Зарница» (командир капитан 3 ранга Парыгин А. Н.)
- СКР «Волк»
- КРУ «Жданов»
- ПКР «Ленинград» (командир капитан 2 ранга Васильев Лев Алексеевич)
- КРЛ «Дзержинский»,
- БКП «Вице-адмирал Дрозд»
- РКР «Грозный»
- АПЛ КСФ «К-462» (командир капитан 1 ранга Герасимов В. И.)
- «ПРТБ-13» (командир капитан 2 ранга Макеров)
- ПЛАРК «К-481»
- «К-458»
- «К-318»
- Дизельные ПЛ Черноморского флота и др.